# Horodyszcze (gmina w województwie lwowskim)
Horodyszcze – dawna gmina wiejska w powiecie samborskim województwa lwowskiego II Rzeczypospolitej. Siedzibą gminy było Horodyszcze.
Gminę utworzono 1 sierpnia 1934 r. w ramach reformy na podstawie ustawy scaleniowej z dotychczasowych gmin wiejskich: Horodyszcze, Kotowania, Kulczyce Rustykalne, Kulczyce Szlacheckie, Mokrzany, Sielec, Stupnica Polska, Stupnica Ruska i Szade.
Po II wojnie światowej obszar gminy został odłączony od Polski i włączony do Ukraińskiej SRR